# Charles Bécart de Granville et de Fonville
Pour les articles homonymes, voir Fonville.
Charles Bécart de Granville et de Fonville (1675-1703), procureur du roi pour la Nouvelle-France, illustrateur, dessinateur et cartographe canadien.

## Biographie
Charles Bécart de Granville et de Fonville est né le 31 mai 1675 à Québec.
Il est le fils de Pierre Bécard de Granville et de Marie-Anne Macard.
Il a plusieurs frères et une sœur : Jean-Baptiste Bécart, Louis Bécart de Granville, Marie-Anne Bécart, Pierre Bécart et Paul Bécart de Granville et de Fonville.
Charles commence une carrière militaire. En 1694, il devient aspirant dans la Marine. Il servit ensuite, de 1695 à 1696, sur la frégate la Bouffonne. 
En 1699, il succède à son frère Jean-Baptiste, qui vient de mourir, comme procureur du roi. Le gouverneur de la Nouvelle-France, Louis-Hector de Callières et Jean Bochart de Champigny, surintendant des finances, demandèrent au ministre de la Justice, de bien vouloir nommer à ce poste le jeune Charles Bécart, qui allait atteindre sa majorité l’année suivante. Le 20 avril 1700, le roi de France, Louis XIV, signait la demande de la commission sollicitée et, le 11 octobre, le Conseil souverain de la Nouvelle-France recevait Bécart en son office de procureur du roi.
Le 2 janvier 1703, Charles Bécart de Granville et de Fonville mourut de la variole dont l’épidémie ravageait alors la colonie française du Canada.
Il avait dressé quelques cartes et une "Vue de Québec". En 1700, il se disait prêt à enseigner la cartographie à Québec.